# Pat Convery
John Patrick Convery, detto Pat (1896 – Belfast, 17 maggio 1968), è stato un pallanuotista irlandese.
Ha fatto parte dell'Irlanda, che ha partecipato, nel torneo di pallanuoto, ai Giochi di Parigi 1924.